# Penetagromyza similans
Penetagromyza similans är en tvåvingeart som beskrevs av Spencer 1961. Penetagromyza similans ingår i släktet Penetagromyza och familjen minerarflugor. Inga underarter finns listade i Catalogue of Life.